# Lego Star Wars, le jeu vidéo
 (janvier 2025).
Si vous disposez d'ouvrages ou d'articles de référence ou si vous connaissez des sites web de qualité traitant du thème abordé ici, merci de compléter l'article en donnant les références utiles à sa vérifiabilité et en les liant à la section « Notes et références ».
Lego Star Wars, le jeu vidéo (Lego Star Wars: The Video Game) est un jeu vidéo d'action-aventure se déroulant dans l'univers de Star Wars, développé par Traveller's Tales et édité par Eidos Interactive, sorti sur PC, GameCube, Game Boy Advance, PlayStation 2 et Xbox, en 2005.

## Trame
L'histoire reprend les trois premiers épisodes de la saga cinématographique Star Wars (La Menace fantôme, L'Attaque des clones et La Revanche des Sith) et les divise chacun en cinq ou six chapitres. Chaque chapitre correspond à un niveau. Un dernier niveau bonus est consacré à la scène d'ouverture du quatrième film (Un Nouvel Espoir).

## Système de jeu
À sa sortie en 2005, Lego Star Wars se démarque des autres jeux exploitant la licence Star Wars car tout y est constitué de Lego (personnages, décors). De ce fait, l'originalité du jeu repose essentiellement sur la possibilité qu'ont les personnages ayant un lien avec la Force de modifier des éléments du décor, de construire des véhicules, etc. Par exemple, le joueur peut, à l'aide d'un tas de briques de Lego, construire un pont pour accéder à un endroit inaccessible auparavant.
Les pièces Lego permettent d'acheter les bonus disponibles au point de départ : les pièces grises valent 10 points, les jaunes valent 100 points et les bleues valent 1 000 points.
Tous les chapitres peuvent être joués à deux joueurs en coopération, l'un des joueurs pouvant intégrer ou quitter la partie à tout moment.

### Versions

#### Consoles
La version console est exactement la même que sur PC, bien que les manettes permettent de jouer plus facilement. La seule contrainte est que si l'on joue a deux le deuxième joueur ne peut pas quitter librement la partie sans éteindre la console.

#### Game Boy Advance
Le type de jeu est le même, mais les niveaux sont en 3D isométrique, les phases de combats spatiaux sont retirées (ce qui réduit la durée de vie du jeu) et les cinématiques sont remplacées par des images successives.

#### Ordinateur
La version Microsoft Windows est la plus élaborée.

## Postérité
En 2006, le jeu s'est vu attribuer une suite : Lego Star Wars II : La Trilogie originale.
En 2007, Lego Star Wars : La Saga complète réutilise les éléments des deux premiers jeux reprenant l'histoire des six épisodes de la saga.
En 2010, Lego Star Wars 3: The Clone Wars reprend les événements de la saga The Clone Wars.
À la fin de 2015, à la suite de la sortie du 7e épisode cinématographique de la saga Star Wars, intitulé Star Wars, épisode VII : Le Réveil de la Force, Traveller's Tales développe le jeu vidéo Lego Star Wars : Le Réveil de la Force qui sort en juin 2016.
En 2022, sort Lego Star Wars : La Saga Skywalker adaptant l'ensemble des neuf films principaux de Star Wars.